# Gilda Hobert
Gilda Hobert (født 2. december 1948 i Sorgues, Vaucluse, Provence-Alpes-Côte d'Azur) er en fransk politiker fra Det radikale venstreparti (PRG).

## Medlem af Nationalforsamlingen
I 2014 blev Gilda Hobert indsuppleret i  Nationalforsamlingen som radikalt medlem for første kreds i Rhône. Hun kom i Nationalforsamlingen, fordi det valgte medlem (Thierry Braillard) var blevet statssekretær for sport.
Gilda Hobert genopstillede ikke ved valget i 2017.  